# Nikołaj Szestopałow

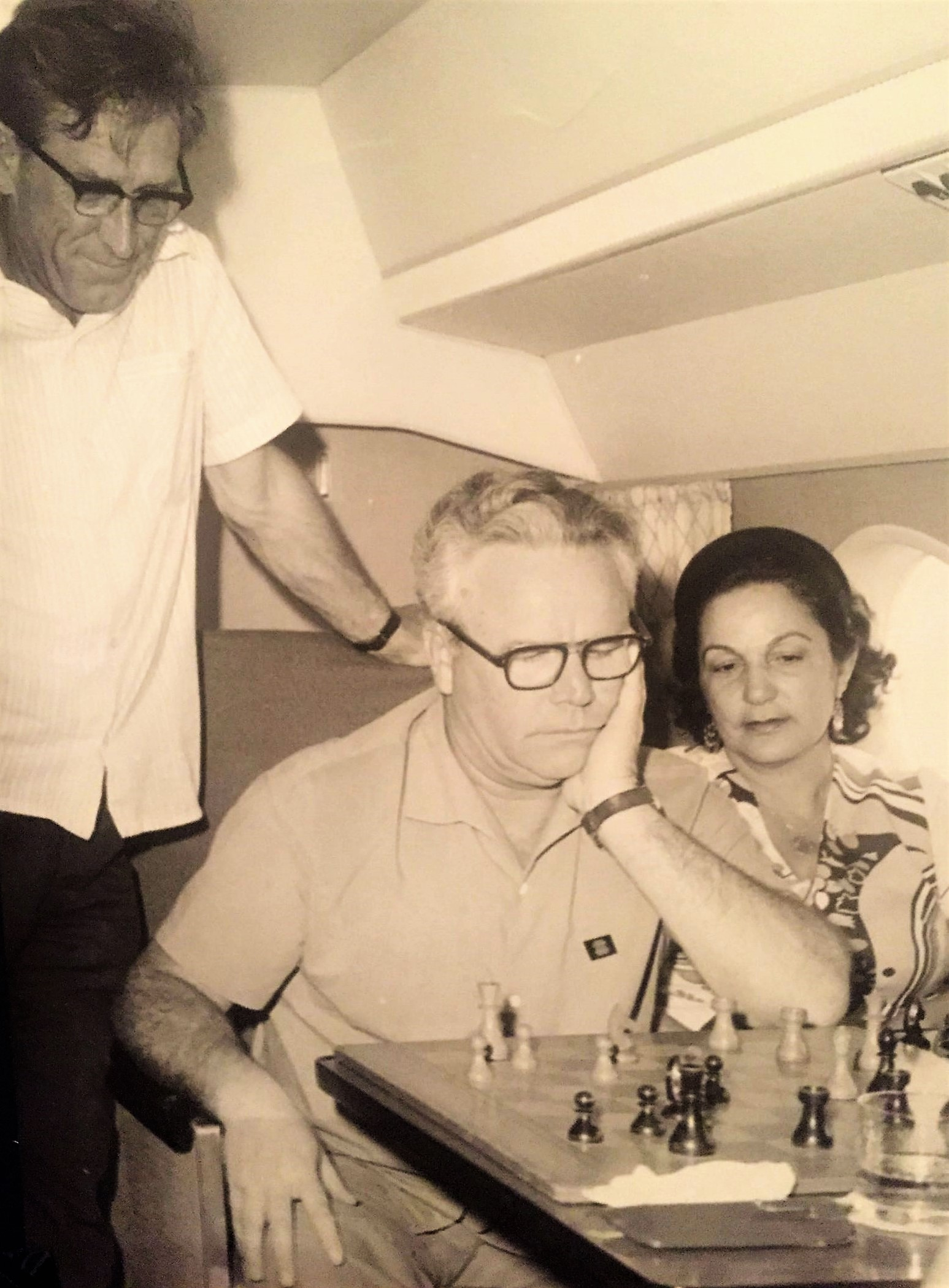
Nikołaj Szestopałow z żoną w samolocie podczas lotu na Kubę

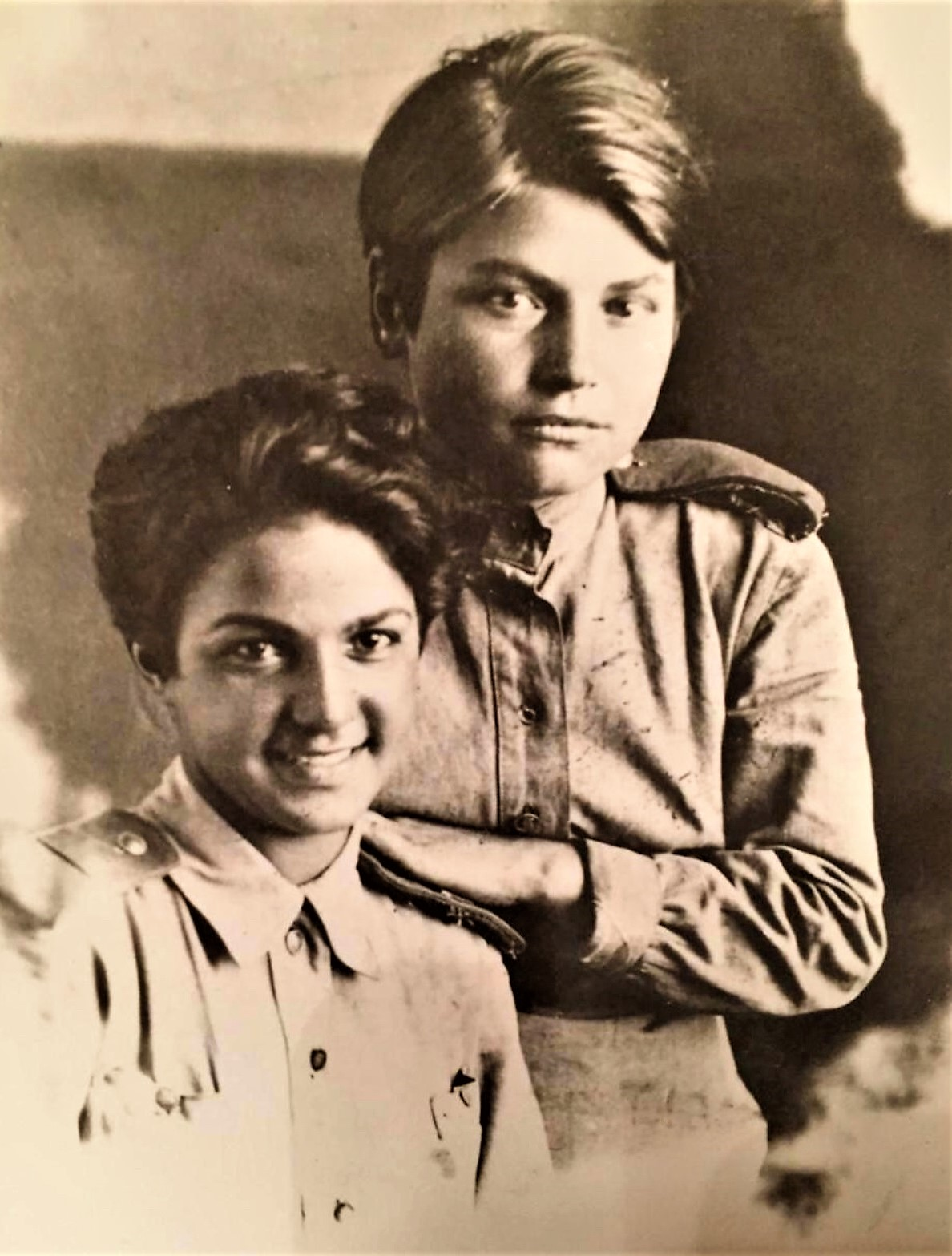
Po lewej żona marszałka Szestopałowa wraz z koleżanką (rok 1945/1946)

Nikołaj Fiodorowicz Szestopałow, ros. Никола́й Фёдорович Шестопа́лов (ur. 19 grudnia 1919 w Moskwie, zm. 6 listopada 2006 tamże) – radziecki dowódca wojskowy, marszałek wojsk inżynieryjnych (1981).

## Życiorys
Od czwartego roku życia bez rodziców (umarli), był wychowankiem domów dziecka w Moskwie i Wołokołamsku. Od 1935 do 1941 studiował (do 1937 rabfak im. Artioma w Moskwie, następnie Akademia Wojskowo-Inżynieryjna im. Kujbyszewa). Od kwietnia 1941 był szefem odcinka budowlanego na nowej granicy z Rumunią. 
Od 1937 w Armii Czerwonej, od lipca 1941 brał udział w działaniach na froncie niemiecko-rosyjskim. Był inżynierem odcinka na Froncie Południowym, zastępcą szefa wydziału zarządzania wojskowego budownictwa polowego na Froncie Briańskim, zastępcą szefa wydziału operacyjnego sztabu 6 Armii Saperskiej na Froncie Briańskim, starszym zastępcą szefa wydziału 35 Zarządu Budownictwa Obronnego na Froncie Woroneskim, zajmował się budową umocnień. 
Od sierpnia 1943 pełnił służbę jako inżynier brygady, potem szef Służby Inżynieryjnej 22 Samodzielnej Gwardyjskiej Brygady Zmechanizowanej, a od września 1944 zastępca szefa sztabu wojsk inżynieryjnych 3 Gwardyjskiej Armii Pancernej na 1 Froncie Ukraińskim, brał udział w bitwie nad Dnieprem, walkach na prawobrzeżnej Ukrainie, operacji lwowsko-sandomierskiej, wiślańsko-odrzańskiej i berlińskiej. 
Od 1945 do 1959 był zastępcą dowódcy, następnie dowódcą batalionu budowlanego, zastępcą dowódcy i głównym inżynierem budowlanego pułku lotniskowego. 
Od 1951 w WKP(b). 
Od 1959 był głównym inżynierem i szefem wydziału budowy lotnisk okręgu wojskowego. Od listopada 1963 był zastępcą dowódcy Białoruskiego Okręgu Wojskowego ds. budownictwa i zakwaterowania wojsk. Od sierpnia 1969 szef Głównego Wojskowego Zarządu Budowlanego Ministerstwa Obrony ZSRR, od kwietnia 1972 I zastępcą szefa budownictwa i zakwaterowania wojsk Ministerstwa Obrony ZSRR, od grudnia 1978 zastępca ministra obrony ZSRR ds. budownictwa i zakwaterowania wojsk. 
6 maja 1981 został mianowany marszałkiem wojsk inżynieryjnych.  Od 1988 był wojskowym inspektorem – doradcą Grupy Generalnych Inspektorów Ministerstwa Obrony ZSRR. W 1992 odszedł na emeryturę.
W latach 1984–1989 był deputowanym do Rady Najwyższej ZSRR. 
Od 1996 był ostatnim żyjącym marszałkiem wojsk inżynieryjnych ZSRR.
Żonę Sajjarę poznał, gdy służyła jako ochotnik w Armii Czerwonej, w 3 Gwardyjskiej Armii Pancernej. Córka Tamara jest z wykształcenia muzykiem, ukończyła Konserwatorium w Mińsku. Syn Oleg jest pułkownikiem, jak ojciec absolwentem wojskowej akademii inżynieryjnej. Posiadają czworo wnucząt.

## Odznaczenia i nagrody
- Order Lenina
- Order Rewolucji Październikowej
- Order Wojny Ojczyźnianej I klasy (dwukrotnie)
- Order Wojny Ojczyźnianej II klasy
- Order Czerwonego Sztandaru Pracy (dwukrotnie)
- Order Czerwonej Gwiazdy (dwukrotnie)
- Medal „Za zwycięstwo nad Niemcami w Wielkiej Wojnie Ojczyźnianej 1941–1945”
- Medal jubileuszowy „Dwudziestolecia zwycięstwa w Wielkiej Wojnie Ojczyźnianej 1941–1945”
- Medal jubileuszowy „Trzydziestolecia zwycięstwa w Wielkiej Wojnie Ojczyźnianej 1941–1945”
- Medal jubileuszowy „Czterdziestolecia zwycięstwa w Wielkiej Wojnie Ojczyźnianej 1941–1945”
- Medal jubileuszowy „30 lat Armii Radzieckiej i Floty”
- Medal jubileuszowy „40 lat Sił Zbrojnych ZSRR”
- Medal jubileuszowy „50 lat Sił Zbrojnych ZSRR”
- Medal jubileuszowy „60 lat Sił Zbrojnych ZSRR”
- Nagroda Państwowa ZSRR (1974)

Oraz 32 medale ZSRR i 4 odznaczenia zagraniczne.